# Desching (Kösching)
Desching ist ein Gemeindeteil des Marktes Kösching im Landkreis Eichstätt (Regierungsbezirk Oberbayern, Bayern).

## Lage
Der Weiler liegt südwestlich des Gemeindesitzes Kösching am Köschinger Bach in der Region Ingolstadt.

## Geschichte
In der Flur „Mühläcker“ wurde 1984 ein reich ausgestattetes Frauengrab der Bronzezeit geborgen. Nördlich und östlich des Weilers haben sich römische Siedlungsspuren erhalten.
Desching dürfte während der bajuwarischen Landnahme im 6. Jahrhundert entstanden sein. Erstmals wird der Weiler im Zusammenhang mit einem Ortsadeligen erwähnt: 1296 urkundete ein Eberhard von „Teggerssen“. 1330 ist von dem Ort als „Tegerschen“ die Rede. Der Weiler unterstand bis 1803 dem Pflegegericht Kösching der Wittelsbacher, danach dem Landgericht und späteren Landkreis Ingolstadt.
Während des Ersten Weltkrieges wurde 1917/18 südwestlich von Desching mit dem Bau einer Munitionsanstalt (Muna) begonnen. Bei Kriegsende erst zum Teil fertiggestellt, zählte sie ab 1921 zu den sieben Munitionsanstalten im Deutschen Reich, deren Betrieb der neu gegründeten Reichswehr nach den Bestimmungen des Versailler Vertrages zugestanden worden war. In der Zeit des Nationalsozialismus wurde die offiziell als Heeres-Munitionsanstalt Ingolstadt bezeichnete Anlage durch die 1935 gegründete Wehrmacht weiter ausgebaut.
Die Muna war am 15. Januar 1945 Ausweichziel bei einem amerikanischen Luftangriff auf Ingolstadt, der jedoch sein eigentliches Ziel verfehlte und stattdessen das südlich davon gelegene Dorf Feldkirchen zum großen Teil zerstörte. Am 20. April 1945 erfolgte dann ein Angriff von 80 amerikanischen Bombern auf die Muna, wobei der Volltreffer in einem Munitionslagerhaus eine gewaltige Explosion verursachte und massive Schäden in der Anlage anrichtete.
In der Nachkriegszeit diente das Gelände der Munitionsanstalt bis 1959 der Deutschen Bundesbahn als sogenanntes Hauptsammellager („Lokfriedhof“) zur Verschrottung von Lokomotiven. Anschließende Bestrebungen der Bundeswehr zur Errichtung eines Munitionsdepots scheiterten am Widerstand der umliegenden Gemeinden. Stattdessen erwarb der Mineralölkonzern Esso das Muna-Gelände und errichtete eine Erdölraffinerie, die 1963 ihren Betrieb aufnahm und heute von Gunvor betrieben wird.
Die 1936/37 für die Muna errichtete Deschinger Siedlung, bis 1983 Eigentum der Bundesrepublik Deutschland, steht auf Lentinger Gemeindegebiet. Sie hatte 1973 104 und 1983 161 Einwohner.
1957/58 wurde in der Gemarkung Desching eine Flurbereinigung durchgeführt. Desching war bereits seit dem 19. Jahrhundert ein Ortsteil von Kösching und kam mit der Marktgemeinde am 1. Juli 1972 aus dem aufgelösten Landkreis Ingolstadt in den erweiterten Landkreis Eichstätt. 1973 hatte der Weiler 45, 1983 34 Einwohner und bestand aus sieben landwirtschaftlichen Vollerwerbsbetrieben und einer Mühle. Heute existiert ein Reiterhof Badermühle.